# Koolstof-12
Koolstof-12 of 12C is een van de twee stabiele isotopen van koolstof, een niet-metaal. De abundantie is na waterstof, helium en zuurstof de hoogste van alle andere elementen. De relatieve aanwezigheid van koolstof-12 is ongeveer 98,93 %. De andere twee in de natuur voorkomende isotopen zijn 13C (eveneens stabiel) en 14C (radioactief).

## Definitie van de atomaire massa-eenheid
De atomaire massaconstante {\displaystyle m_{\mathrm {u} }}, i.e. de massa van 1 Da (1 u), is gedefinieerd als een twaalfde deel van de massa van de 12C-nuclide.
{\displaystyle {\begin{aligned}m_{\mathrm {u} }&={\frac {1}{12}}m(^{12}\mathrm {C} )\\&=1{,}660\ 539\ 068\ 92\times 10^{-27}\ \mathrm {kg} \\&=1\ \mathrm {Da} \end{aligned}}}
Ten gevolge hiervan bedraagt de relatieve atoommassa van koolstof-12 dus exact 12. Per definitie is ook het massaoverschot gelijk aan 0 eV/c2.
De molaire massa is echter niet exact gelijk aan 12 g/mol, en het aantal atomen in 12 g koolstof-12 stemt niet exact overeen met het getal van Avogadro. Het verschil is echter miniem.
{\displaystyle {\begin{aligned}M(^{12}\mathrm {C} )&=N_{\mathrm {A} }\times m(^{12}\mathrm {C} )\\&=12{,}000\ 000\ 0126\ {\text{g mol}}^{-1}\end{aligned}}}

## Definitie van de stofhoeveelheid (verouderd)
De definities van de stofhoeveelheid, de constante van Avogadro en de mol zijn sinds 2019 niet meer verbonden met koolstof-12.
Koolstof-12 werd voorheen gebruikt bij de definitie van de mol, de SI-eenheid van de stofhoeveelheid. Een mol werd immers gedefinieerd als de hoeveelheid stof (materie/antimaterie) van een systeem dat evenveel deeltjes bevat als er atomen zijn in 12 gram neutraal koolstof-12 (in de grondtoestand). Met deeltjes kunnen hier allerhande elementaire entiteiten worden aangeduid: atomen, moleculen, elektronen, ionen en dergelijke meer. Het getal dat deze hoeveelheid uitdrukt is de constante van Avogadro (NA). De waarde ervan was bepaald op 6,02214 × 1023 entiteiten per mol. Deze definiëring werd in 1967 goedgekeurd door het Comité international des poids et mesures (CIPM). Voorheen werd de massa van zuurstof (meer bepaald de isotoop zuurstof-16) als eenheid genomen.

## Voorkomen in vervalreeksen
Koolstof-12 komt voor in verschillende vervalreeksen van radioactieve isotopen, zoals die van beryllium-13, beryllium-15, beryllium-16 en boor-19.
8C · 9C · 10C · 11C · 12C · 13C · 14C · 15C · 16C · 17C · 18C · 19C · 20C · 21C · 22C · 23C